# Meloe seineri
Meloe seineri là một loài bọ cánh cứng trong họ Meloidae. Loài này được Schmidt miêu tả khoa học năm 1913.